# Узей-Тукля
Узей-Тукля (удм. Бызара) — деревня в Увинском районе Удмуртии на реке Изейка, входит в Поршур-Туклинское сельское поселение. Находится в 8 км к северу от посёлка Ува и в 68 км к западу от Ижевска.